# Arpad Tamasy von Fogaras
Arpad Tamasy von Fogaras (Rupea, 9. prosinca 1861. – Budimpešta, 1. veljače 1939.) je bio austrougarski general i vojni zapovjednik. Tijekom Prvog svjetskog rata zapovijedao je 23. i 20. honvedskom divizijom, te XXII. i IV. korpusom na Istočnom i Talijanskom bojištu.

## Vojna karijera
Arpad Tamasy von Fogaras je rođen 9. prosinca 1861. u Rupei. Gimnaziju pohađa u Hermannstadtu, nakon čega od 1875. pohađa Vojnu školu u Mährisch-Weisskirchenu. Potom školovanje od 1878. nastavlja u Tehničkoj vojnoj akademiji u Beču. Nakon završetka iste, od 1881. služi u 2. tehničkoj pukovniji. Godine 1882. sudjeluje u gušenju ustanka u Dalmaciji i Hercegovini, dok je u svibnju 1885. promaknut u čin poručnika. Od studenog 1888. služi kao stožerni časnik u 23. pješačkoj diviziji, nakon čega od rujna 1890. služi u Glavnom stožeru u odjelu za željeznice. U studenom 1891. unaprijeđen je u čin satnika, dok od travnja 1893. služi u 18. pješačkoj diviziji smještenoj u Mostaru. U navedenoj diviziji nalazi se na službi do travnja 1893. kada je premješten na službu u stožer XV. korpusa sa sjedištem u Sarajevu. U svibnju 1897. imenovan je načelnikom stožera 3. pješačke divizije smještene u Linzu, dok je u studenom te iste godine promaknut u čin bojnika.
U svibnju 1901. unaprijeđen je u čin potpukovnika, da bi od rujna iduće 1902. godine zapovijedao bojnom u 18. honvedskoj diviziji. Nakon toga u srpnju 1904. prelazi u ugarsko ministarstvo obrane gdje u rujnu 1907. postaje i načelnikom odjela. U međuvremenu je, u studenom 1904. promaknut u čin pukovnika, dok čin general bojnika dostiže u studenom 1910. godine. U studenom 1913. unaprijeđen je u čin podmaršala, da bi pred početak Prvog svjetskog rata, u lipnju 1914., postao načelnikom odjela u ministarstvu rata u Beču.

## Prvi svjetski rat
Ubrzo nakon početka Prvog svjetskog rata Tamasy je imenovan zapovjednikom 23. honvedske divizije. Navedena divizija najprije je upućena na Balkansko bojište, ali je, prije nego što je sudjelovala u bilo kakvim operacijama, premještena na Istočno bojište i to u sastav 3. armije. Zapovijedajući 23. honvedskom divizijom Tamasy na Istočnom bojištu sudjeluje u Galicijskoj bitci i to u Bitci na Gnjiloj lipi i Bitci kod Rawa-Ruske.
Nakon završetka Galicijske bitke Tamasy s 23. honvedskom divizijom sudjeluje u obrani Przemysla. Prilikom prve opsade uspijeva odbiti napade ruske 3. armije generala Radka Dimitrijeva, ali je nakon druge opsade u ožujku 1915. prisiljen na predaju. Tamasy zajedno s devetoricom generala i 130.000 časnika i vojnika odlazi u rusko zarobljeništvo. Najprije se nalazi u Birjuču, od jeseni 1915. u Zadonsku, od kolovoza 1916. u Sapožoku, te od listopada 1916. ponovno u Zadonsku. Tijekom ruskog zarobljeništva, u kolovozu 1917., promaknut je u čin generala topništva.
Nakon potpisivanja Brest-Litovskog mira vraća se iz ruskog zarobljeništva. Odmah sredinom ožujka 1918. preuzima zapovjedništvo nad 20. pješačkom divizijom kojom zapovijeda svega nešto više od mjesec dana jer u svibnju postaje zapovjednikom XXII. korpusa zamijenivši na tom mjestu Rudolfa Kraussa. Navedenim korpusom zapovijeda do srpnja 1918. kada je imenovan zapovjednikom IV. korpusa. Zapovijedajući IV. korpusom sudjeluje u Bitci kod Vittoria Veneta.

## Poslije rata
Nakon završetka rata Tamasy je s 1. siječnjem 1919. umirovljen. Živio je u Budimpešti gdje je i preminuo 1. veljače 1939. u 78. godini života. Pokopan je na budimpeštanskom groblju Farkasreti. 

## Vanjske poveznice
(eng.) Arpad Tamasy von Fogaras na stranici Oocities.org

(njem.) Arpad Tamasy von Fogaras na stranici Biographien.ac.at